# ريتشارد إدموندز
ريتشارد إدموندز (بالإنجليزية: Richard Edmunds)‏ هو عداء سريع أمريكي، ولد في 5 ديسمبر 1937.